# Yacimiento arqueológico de La Corvera
La Corbera es la cima, de un cerro, situado en el término de Navalmoral de Béjar (Salamanca), estribaciones de la Sierra de Béjar, al este del valle del río Sangusín. Se encuentra en el municipio salmantino de Navalmoral de Béjar, a una altitud de 1.126 m s. n. m.
Es una atalaya natural, tanto sobre el valle del río Sangusín, como sobre la Vía de la Plata a su paso por el valle, desde los pueblos de La Calzada de Béjar hasta Valverde de Valdelacasa.
Probablemente, esa es la causa por la que se han encontrado, en ella, restos arqueológicos de cuatro
pisos diferentes: Neolítico, Edad del Bronce, Edad del Hierro y Tardoromano-Visigodo.
Además se encuentra elevada 150 m. sobre la pequeña meseta de La Solana (yacimiento arqueológico),
entre los municipios de Navalmoral de Béjar y Fuentebuena de Béjar.
Es una buena zona de escalada y cuenta con 31 vías, 
https://acheym.blogspot.com/2014/10/navalmoral-de-bejarla-pedrera-gps.html?m=1